# Solei-man
SOLEI-MAN es una película de drama escrita y dirigida por Mohamed El Badaoui en 2011. El film está rodado en la ciudad natal del director Al Hoceima en el norte de Marruecos y se caracteriza por ser la primera cinta rodada en tarifit (variante de las lenguas bereberes de la región del Rif).

## Reparto
- Anisa Ikarri       (Aïcha)
- Mohamed El Badaoui (Soleiman)
- Nina Ikonen        (Eva)
- Omar Bouamar       (Ismaël)
- Juan Estelrich     (Lolo)
- Roberto Hoyas      (Eric)
- Yousra Ofejjay     (amiga de Ismaël)
- Anir Amghar        (amigo de Ismaël)
- Naima Allach       (Doctor)
- Belhadj Naoufal    (Profesor)

## Sinopsis
Soleiman es un pescador en una isla en el norte de Marruecos (Alhucemas). Vive con su esposa, Aisha, y su hijo, Ismael, que está enfermo de cáncer. Soleiman y Aicha están enamorados y forman una familia feliz, hasta que un día aparece una pareja de turistas, Eric y Eva. Ella queda inmediatamente cautivada por Soleiman. Arrastrado por los celos Eric pone fin a sus vacaciones románticas, dejando a Eva atrás, llevándose consigo el pasaporte de ella y el resto de sus posesiones. Ahora, más que nunca, Eva tendrá que acudir a Soleiman en busca de apoyo. Poco a poco, Soleiman se enamora de Eva, se aleja de su mujer y comienza a derivar lejos de su hijo que está a punto de morir. Aisha se siente inestable y preocupada por la presencia repentina e injustificada de Eva, causando conflictos maritales con Soleiman. A pesar de esto, Aisha hace un esfuerzo por mantener vivo su matrimonio por el bien de su hijo, que necesita a su padre en este momento crítico de su vida. Es una historia dramática acerca de los celos, el amor y los engaños que solo conducen a la zozobra.

## Premios
Ganadora de la Mención Espacial y el premio a Mejor Actriz del Festival International du Cinema de Memoire Commune de Nador del año 2013. 